# Trójkąt eulerowski

Trójkąt eulerowski o kątach A, B, C i bokach a, b, c

Trójkąt eulerowski – trójkąt sferyczny spełniający warunek: każdy bok i każdy kąt ma miarę mniejszą niż 180°. Figura ta ma szczególne znaczenie w geodezji wyższej, pozwala w łatwy sposób obliczyć m.in. współrzędne punktów na sferze w oparciu o znane współrzędne punktu będącego jednym z wierzchołków.